# Epipterygium mexicanum
Epipterygium mexicanum är en bladmossart som beskrevs av Brotherus 1903. Epipterygium mexicanum ingår i släktet Epipterygium och familjen Bryaceae. Inga underarter finns listade i Catalogue of Life.